# 阿方索·波狄優
阿方索·安东尼奥·波蒂略·卡夫雷拉（西班牙語：Alfonso Antonio Portillo Cabrera；1951年9月24日—）是瓜地馬拉共和陣線黨（FRG）政治家，曾於2000年至2004年間擔任瓜地馬拉總統。